# Barciel

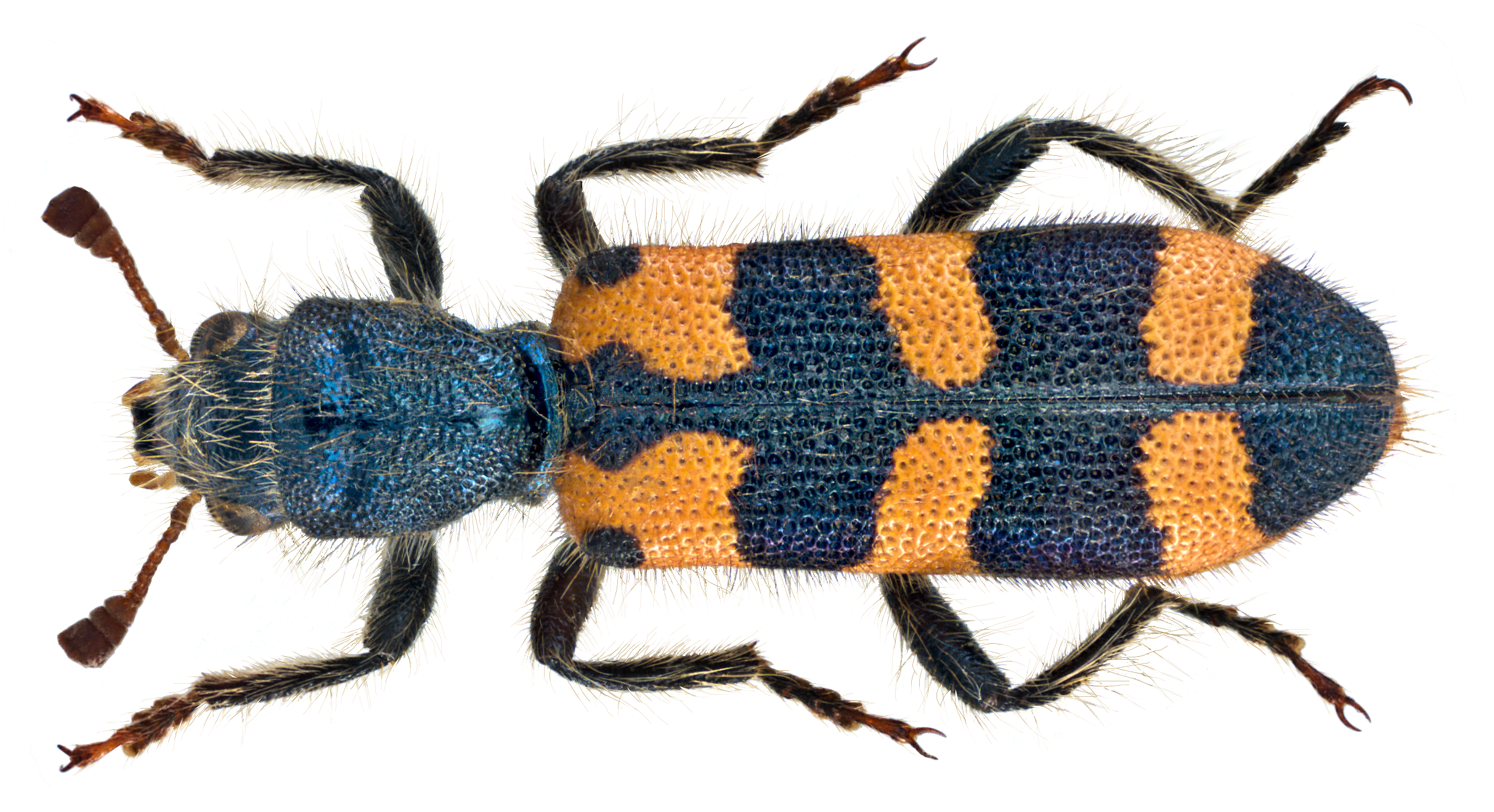
Barciel epoletnik

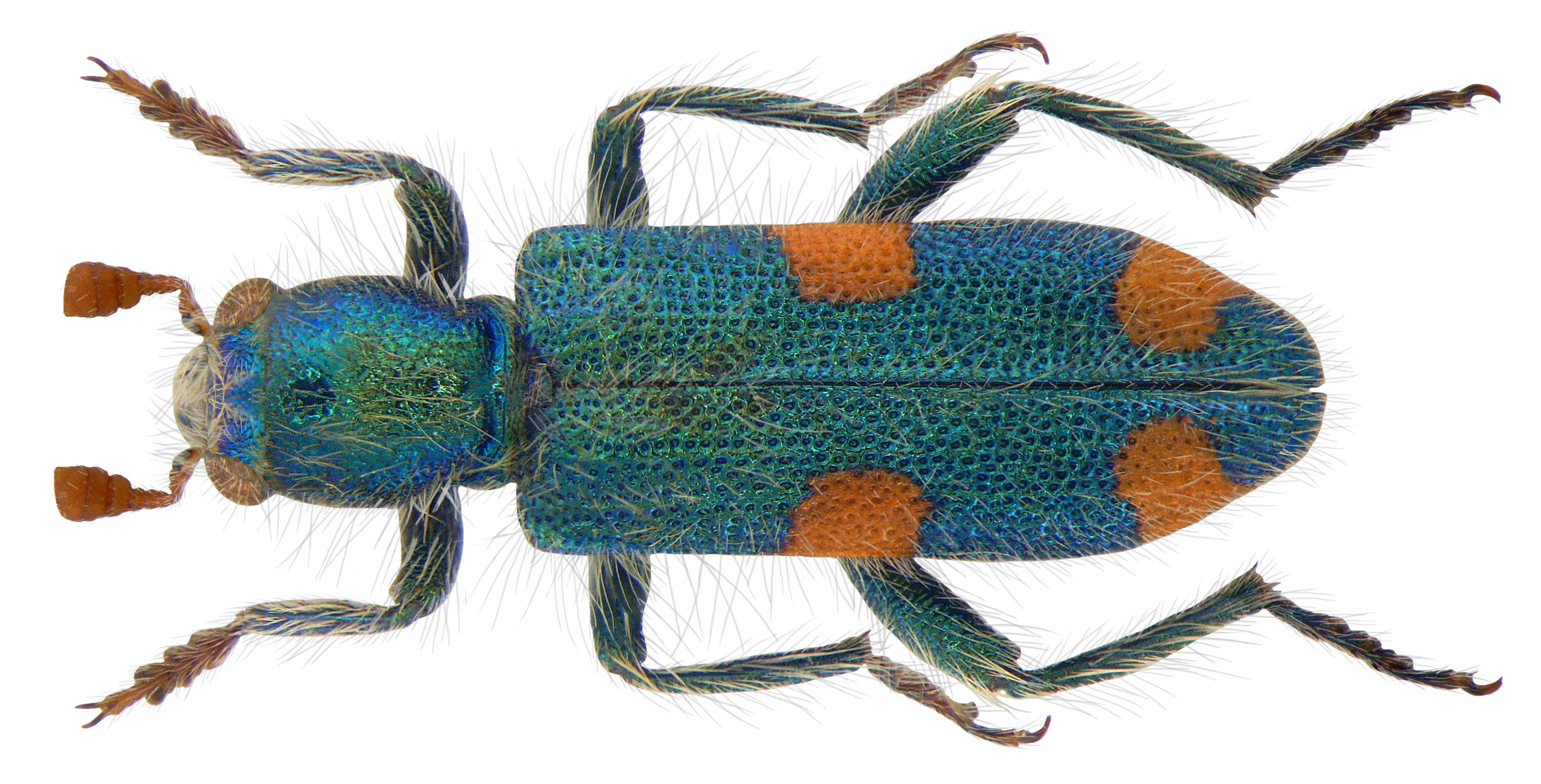
Barciel włochatek

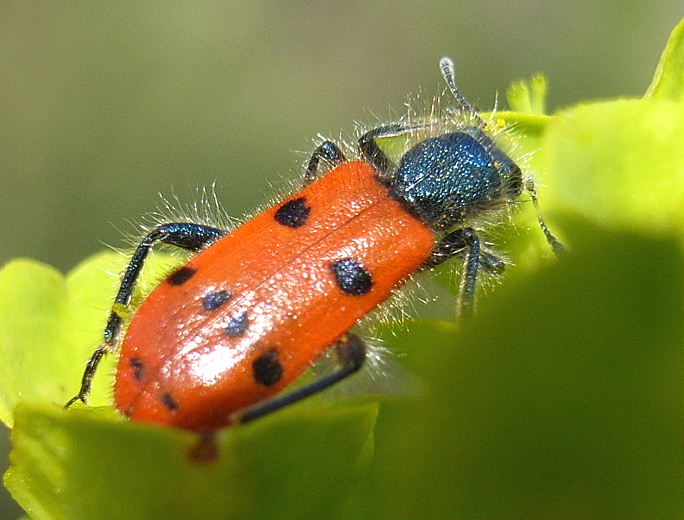
Barciel ośmiokropek

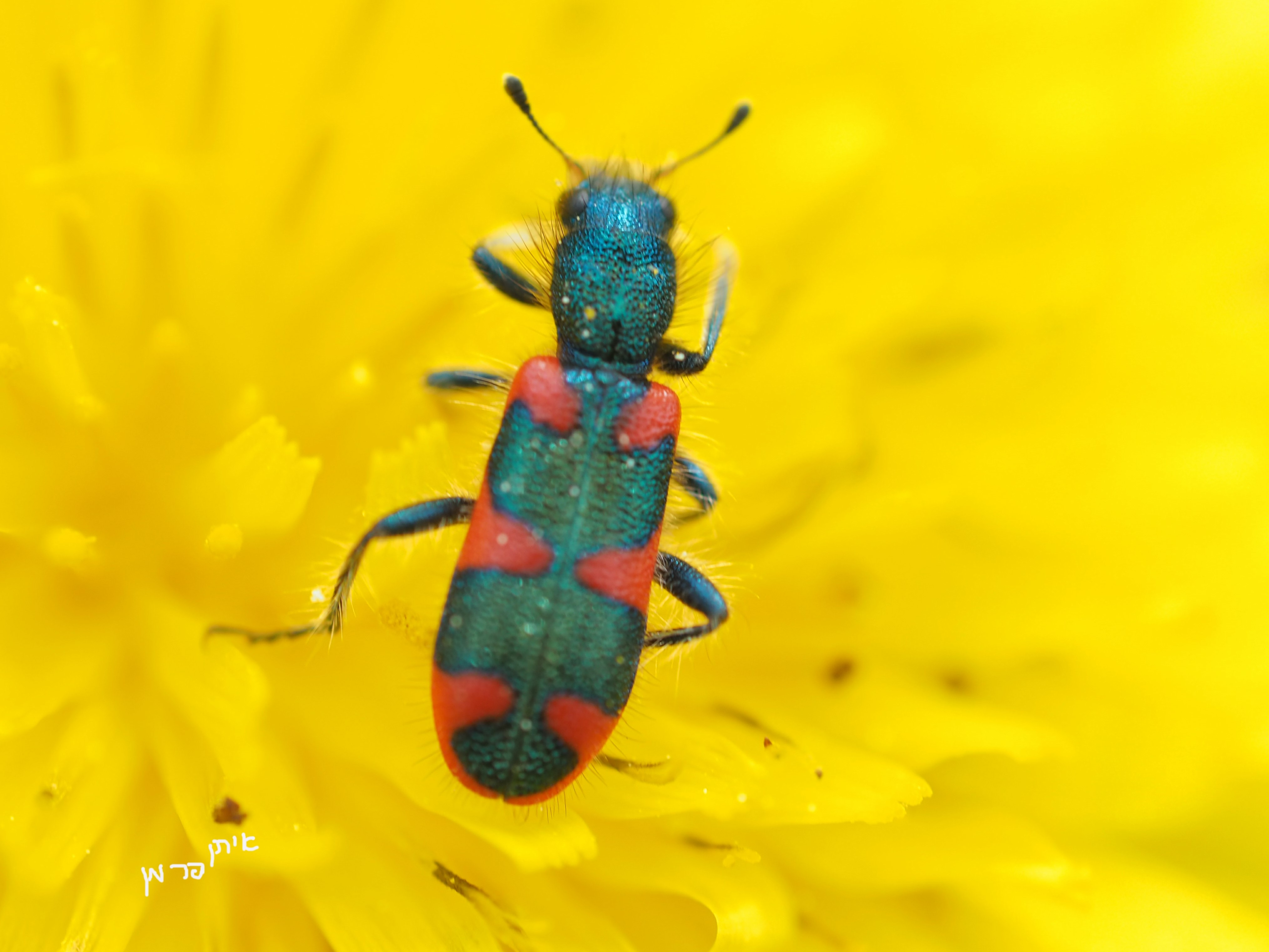
Trichodes nobilis

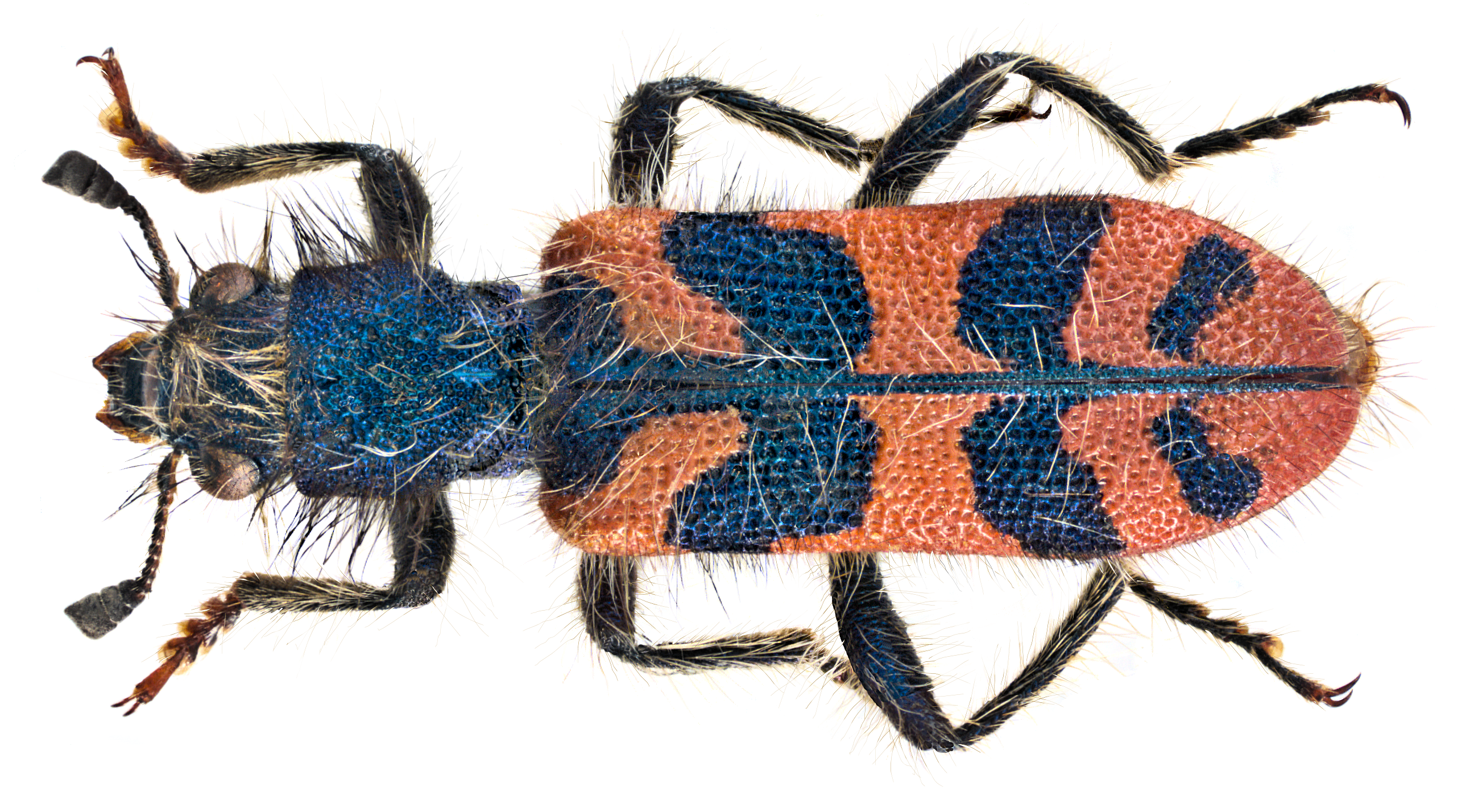
Barciel algierski

Barciel (Trichodes) – rodzaj chrząszczy z rodziny przekraskowatych.

## Ekologia i występowanie
Osobniki dorosłe żerują na pyłku kwiatowym. Na kwiatach również kopulują. Larwy rozwijają się w gniazdach błonkówek lub w złożach jaj prostoskrzydłych.
Rodzaj rozmieszczony w krainach: nearktycznej, palearktycznej i etiopskiej, największą różnorodność osiągając w regionie śródziemnomorskim i środkowoazjatyckim.

## Taksonomia
Takson ten wprowadzony został przez Johanna F.W. Herbsta w 1792 roku. Obejmuje niespełna 60 opisanych gatunków:
- Trichodes affinis Chevrolat, 1843
- Trichodes albanicus Winkler et Zirovnicky, 1980
- Trichodes alberi Escherich, 1893
- Trichodes alvearius (Fabricius, 1792) – barciel kosmatek
- Trichodes ammios (Fabricius, 1787)
- Trichodes apiarius (Linnaeus, 1758) – barciel pszczołowiec
- Trichodes apivorus Germar, 1824
- Trichodes axillaris Fischer, 1842
- Trichodes bibalteatus LeConte, 1858
- Trichodes bicinctus Green, 1917
- Trichodes bimaculatus LeConte, 1858
- Trichodes crabroniformis (Fabricius, 1787)
- Trichodes creticus Brodsky, 1982
- Trichodes cyprius Reitter, 1893
- Trichodes davidis Deyrolle, 1878
- Trichodes dilatipennis Reitter, 1894
- Trichodes ephippiger Chevrolat, 1874
- Trichodes favarius (Illiger, 1802) – barciel południowiec
- Trichodes flavocinctus Spinola, 1844 – barciel żółtoznaczny
- Trichodes ganglbaueri Escherich, 1893
- Trichodes graecus Winkler et Zirovnicky, 1980
- Trichodes hofferi Žirovnický, 1974
- Trichodes holtzi Hintz, 1902
- Trichodes inermis Reitter, 1894
- Trichodes insignis Ronchetti, 1910
- Trichodes ircutensis (Laxmann, 1770)
- Trichodes laminatus Chevrolat, 1843
- Trichodes leucopsideus (Olivier, 1795) – barciel epoletnik
- Trichodes longissimus (Abeille, 1881)
- Trichodes nexus Wolcott, 1910
- Trichodes nobilis Klug, 1842
- Trichodes nutalli (Kirby, 1818)
- Trichodes oberthueri Chanipenois, 1900
- Trichodes octopunctatus (Fabricius, 1787) – barciel ośmiokropek
- Trichodes olivieri (Chevrolat, 1843)
- Trichodes oregonensis Barr,
- Trichodes oresterus Wolcott, 1910
- Trichodes ornatus Say, 1823 – barciel ornatek
- Trichodes peninsularis Horn, 1894 – barciel arizoński
- Trichodes pulcherrimus Escherich, 1892
- Trichodes punctatus Fischer von Waldheim, 1829
- Trichodes quadriguttatus Adams, 1817 – barciel włochatek
- Trichodes reichei (Mulsant et Rey, 1863)
- Trichodes similis Kraatz, 1894
- Trichodes simulator Horn, 1880
- Trichodes sipylus (Linnaeus, 1758)
- Trichodes suspectus Escherich, 1892
- Trichodes suturalis Seidlitz, 1891
- Trichodes syriacus Spinola, 1844
- Trichodes turkestanicus Kraatz, 1882
- Trichodes umbellatarum (Olivier, 1795) – barciel algierski
- Trichodes viridiaureus (Abeille de Perrin, 1881)
- Trichodes winkleri Zirovnicky, 1976
- Trichodes zaharae Chevrolat, 1861
- Trichodes zebra Faldermann, 1835